# Сливенски новини
„Сливенски новини“ е регионален седмичник за Област Сливен.
Основан е от Добрин Добрев и Елка Гъркова. Първият брой на вестника излиза на 22 май 1995 година.
Главен редактор на вестника е Добрин Добрев. Тиражът му е около 2500 – 5000 броя Излиза всеки петък.
Издава се от „Сливенски новини“ ООД, чиито собственици са: Николай Добринов Добрев (2500 лв.), Добрин Иванов Добрев (2450 лв.), Елка Николова Гъркова (50 лв.) От 2018 г. „Сливенски новини“ се издава от „Сливенски новини“ ЕООД, поради смъртта на единия от основателите му - Елка Гъркова, а другият собственик Николай Добрев живее и работи в Германия. Едноличен собственик сега е Добрин Добрев. През 2020 г. вестникът ще отбележи юбилея си - 25 години от излизането на първия брой.